# 久保怜音
久保怜音（日语：／，2003年11月20日—）是日本前偶像藝人，為女子偶像團體AKB48 Team B前成員，神奈川縣出身。2015年以選秀2期生身分加入AKB48。2022年3月AKB48畢業，並退出演藝圈。

## 經歷
2015年3月1日，入選為「第二屆AKB48集團選秀會議」候選者。5月10日，在第二屆AKB48集團選秀會議的第二輪指名中，被AKB48 Team K指名（抽取西仲七海未中後指名），成為Team K所屬的选秀研究生。6月29日，在Team K「RESET」公演上擔任前座Girls，初次在AKB48劇場公演登場。
2017年3月20日，AKB48營運方發表第48張單曲《空有願望》選拔成員名單，久保首次入選單曲選拔。6月17日，在「AKB48第49張單曲選拔總選舉」中獲得第47位，為首次進入圈內。9月27日，從研究生升格為正式成員。
2018年6月16日，於「AKB48第53張單曲世界選拔總選舉」中獲得第75位。12月8日，於AKB48劇場舉行的「AKB48 12周年紀念公演」中，AKB48營運方發表組閣消息（隊伍改組），從Team K轉至Team B，新的隊伍體制於2018年4月2日實施。
2020年1月26日，於TOKYO DOME CITY HALL舉辦首場個人演唱會“欢迎来到棉花糖世界”（AKB48久保怜音ソロコンサート～わたあめランドへようこそ～）。
2022年1月25日，於SHOWROOM特別直播「久保怜音の高校生のうちにやっておきたい7つのこと」中宣布畢業，未來职业目标为動物看護師，同時將退出演藝圈。2月17日，於池袋日光劇場舉行的舞台劇《攀岩！》中舉辦小型畢業典禮。3月19日，從高中畢業。3月27日，於AKB48劇場舉行畢業公演開催。3月28日，正式從AKB48畢業，並退出演藝圈。
2025年3月20日，於個人X上公布於「寵物看護師國家考試」中合格。

## 人物
- 自我介紹是（我是想成為像軟綿綿的棉花糖一樣甜美的女孩，久保怜音。）
- 興趣是聽音樂[20]。專長是吹長笛[20]。
- 優點是能努力向前，缺點是人前說話略不擅長，不過正在努力改正[20]。
- 被偶像新闻记者左藤豊氏评价为纯粹天然的性格。在2020年2月2日播出的《AKB48神TV》第33季（家庭劇場（日语：ファミリー劇場））中，因久保向多名成员表达了喜爱而造成困惑，成员们甚至组成了“久保怜音 被害者协会”[21]。
- 目標成員是白間美瑠和渡邊美優紀[20]。
- 有一個哥哥[22]。

## 音樂作品

### AKB48單曲
|      | 發售日期       | 單曲名稱        | 參與歌曲名稱      | 名義                  | 收錄於   | MV | 備註                 |
| ---- | -------------- | --------------- | ----------------- | --------------------- | -------- | -- | -------------------- |
| 46th | 2016年11月16日 | High Tension    | 壓抑不了的衝動    | Waiting Circle        | 全版本   | ★  |                      |
| 47th | 2017年03月15日 | Shoot Sign      | 意外發生中        | U-19選拔              | Type-D&E | ★  |                      |
| 48th | 2017年05月31日 | 空有願望        | 空有願望          |                       | 全版本   | ★  | A面曲 首次進入選拔組 |
| 48th | 2017年05月31日 | 空有願望        | 前兆              | Team 4                | Type-A   | ★  |                      |
| 49th | 2017年03月15日 | #就是喜歡你     | 不知所措猶豫不決  | Next Girls            | Type-A   | ★  |                      |
| 50th | 2017年11月22日 | 11月的腳鏈      | 微笑的瞬間        | 7秒後，就喜歡上你了。 | Type-C   | ★  |                      |
| 50th | 2017年11月22日 | 11月的腳鏈      | 法定速度與優越感  | U-19選拔              | Type-E   | ★  |                      |
| 51st | 2018年03月14日 | Ja-Ba-Ja        | Position          | AKB48新生代選拔       | Type-D&E | ★  |                      |
| 51st | 2018年03月14日 | Ja-Ba-Ja        | 交到朋友了        | 抹茶和夥伴們。        | 劇場盤   |    |                      |
| 52nd | 2018年05月30日 | Teacher Teacher | Teacher Teacher   |                       | 全版本   | ★  | A面曲                |
| 52nd | 2018年05月30日 | Teacher Teacher | 新鐘聲            | Team B                | Type-C   | ★  | Center               |
| 53rd | 2018年09月19日 | 感傷列車        | 一季夏日          | Upcoming Girls        | Type-C   | ★  |                      |
| 54th | 2018年11月28日 | NO WAY MAN      | 無敵雙馬尾        | U-16選拔2018          | Type-D   | ★  |                      |
| 55th | 2019年03月13日 | 回憶上心頭DAYS  | Generation Change | AKB48 B面選拔         | Type-A   | ★  |                      |
| 55th | 2019年03月13日 | 回憶上心頭DAYS  | 從屋頂呼喊        | Sucheese              | 劇場盤   |    |                      |
| 56th | 2019年09月18日 | 持續愛你        | 青春 反始         | AKB48 B面選抜         | Type-B   | ★  |                      |
| 57th | 2020年03月18日 | 感謝失戀        | 感謝失戀          |                       | 全版本   | ★  | A面曲                |
| 57th | 2020年03月18日 | 感謝失戀        | 愛過的人          |                       | 劇場盤   |    |                      |
| 58th | 2021年09月29日 | 一切都成Rumor   | 一切都成Rumor     |                       | 全版本   | ★  | A面曲                |
| 58th | 2021年09月29日 | 一切都成Rumor   | 大吵大鬧天國      | Second Generation     | Type-A   |    |                      |

## 演出

### 演唱会
- AKB48久保怜音Solo演唱会“欢迎来到棉花糖世界”（AKB48久保怜音ソロコンサート～わたあめランドへようこそ～）（東京巨蛋城表演廳，2020年1月26日）[8]

### 廣告代言
- 怪物彈珠（2019年）[23][24]

## 外部鏈結
- AKB48個人介紹頁（日語）
- AKB48選秀會議候補者介紹頁 （页面存档备份，存于）（日語）
- 久保怜音的X（前Twitter）（日語）
- 久保怜音的Instagram帳戶（日語）
- 久保怜音 官方755（日語）